# Арчи (Пескара)
Арчи (итал. Arci) је насеље у Италији у округу Пескара, региону Абруцо.
Према процени из 2011. у насељу је живело 206 становника. Насеље се налази на надморској висини од 409 м.